# Harold Gilman
Harold John Wilde Gilman (Rode, 11 febbraio 1876 – Londra, 12 febbraio 1919) è stato un pittore inglese, membro fondatore del Camden Town Group. Le sue tele spaziano da rappresentazioni di interni, ritratti e paesaggi. Alcune delle sue tele sono conservate presso la Tate Gallery di Londra.

## Storia

### Primi anni di vita e formazione

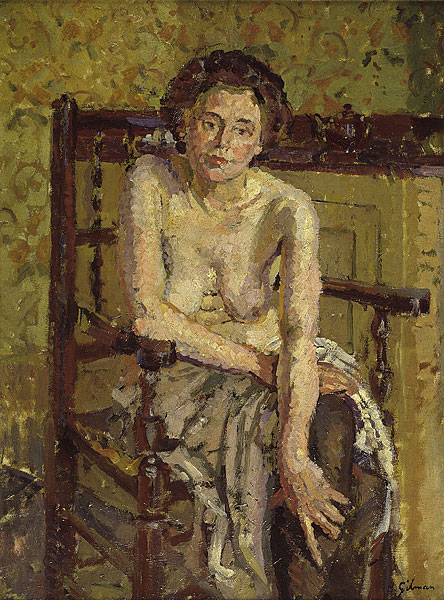
Clarissa (ca. 1911)

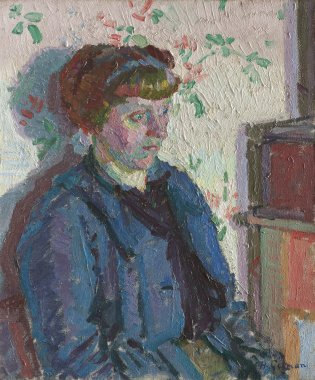
Sylvia Gosse (ca. 1913)

Secondo di sette fratelli, Harold Gilman nacque nel 1876 a Rode, nel Somerset. I suoi genitori erano Emily Purcell Gulliver (1850-1940) e John Gilman (1840-1917), curato di Rode e rettore della parrocchia di Snargate, nel Kent, dove Gilman trascorse i suoi primi anni di vita. Il futuro artista venne anche educato presso l'Abingdon School durante la seconda metà degli anni ottanta, a Rochester, alla Tonbridge School e al Brasenose College, che frequentò soltanto per un anno a causa di problemi di salute. Nel 1895 lavorò come tutore presso una famiglia britannica di Odessa. Sebbene avesse già sviluppato un vivo interesse per l'arte durante un periodo di convalescenza avuto durante l'infanzia, Gilman iniziò a frequentare degli istituti d'arte solamente a partire dal 1896, quando entrò alla Hastings School of Art per studiare pittura. Dal 1897 al 1901 si formò presso la Slade School of Fine Art di Londra, dove conobbe Spencer Gore. Nel 1902 si trasferì in Spagna e vi rimase per più di un anno per studiare i maestri spagnoli. Le prime tele di Gilman pagano il debito a Velázquez, Goya e Whistler.

### Carriera
Nel 1907, dopo essersi trasferito a Londra assieme alla moglie Grace Cornelia Canedy durante i primi anni del Novecento, Gilman co-fondò il Fitzroy Street Group assieme a Walter Sickert. Nel 1911 i due inaugurarono il Camden Town Group. Nel frattempo Gilman entrò a far parte della Allied Artists' Association, si trasferì a Letchworth e iniziò a farsi contaminare da artisti come Édouard Vuillard e Sickert.
Nel 1910 si lasciò ispirare dalle opere d'arte esposte presso la prima mostra postimpressionista alle Grafton Galleries e visitò Parigi con Charles Ginner. Nelle tele di Gilman di questa fase si può notare un importante cambiamento stilistico: le tonalità grigie di Sickert hanno fatto spazio a colori più forti che richiamano l'arte di Van Gogh (artista che dapprima non apprezzava prima di diventare suo ammiratore), Gauguin e Signac. Nel 1913 Gilman divenne il primo presidente del London Group. Tra il dicembre del 1913 e il gennaio dell'anno successivo, le opere di Gilman vennero esposte presso la Brighton City Art Gallery in occasione di una rassegna dedicata all'arte del Camden Town Group. In questo periodo Gilman si professava "neo-realista".
Tra il 1912 e il 1913 Gilman visitò la Scandinavia. Si presume che avesse viaggiato assieme all'artista William Ratcliffe, che conosceva diverse persone del luogo. In Scandinavia Gilman realizzò diversi studi preparatori e dipinse un quadro raffigurante il ponte di Flekkefjord che ricorda una rappresentazione fatta in Provenza da Van Gogh.
Nel 1914 Gilman  entrò a far parte del Cumberland Market Group di Robert Bevan, un collettivo di breve durata che tenne una sola mostra nel 1915.
Gilman fu anche insegnante presso la Westminster School of Art. Tra i suoi allievi si segnalano Mary Godwin, Ruth Doggett e Marjorie Sherlock.
Nel 1918 andò in Canada per realizzare per conto del Canadian War Records un dipinto in onore dei caduti a Ottawa raffigurante il porto di Halifax.

### Morte
Gilman morì a Londra il 12 febbraio 1919 di influenza spagnola.

## Galleria d'immagini

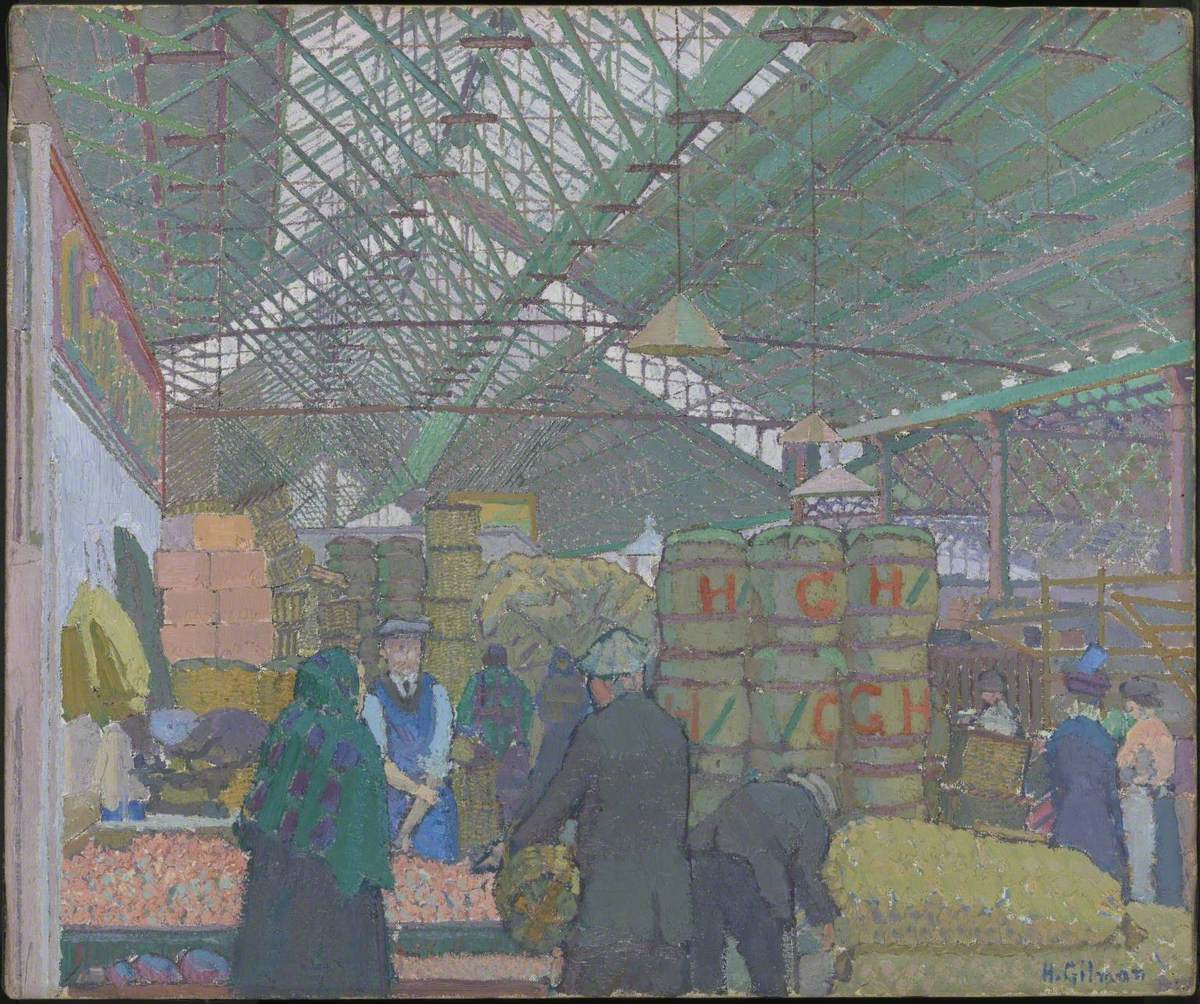
Leeds Market (1913)
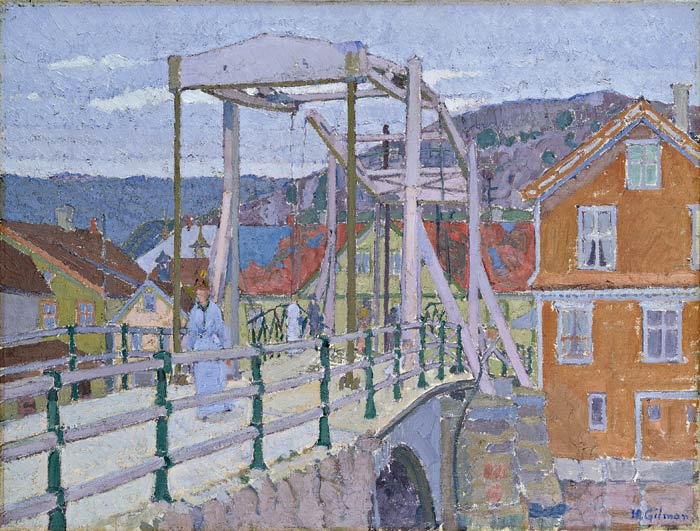
Canal Bridge, Flekkefjord (ca. 1913)
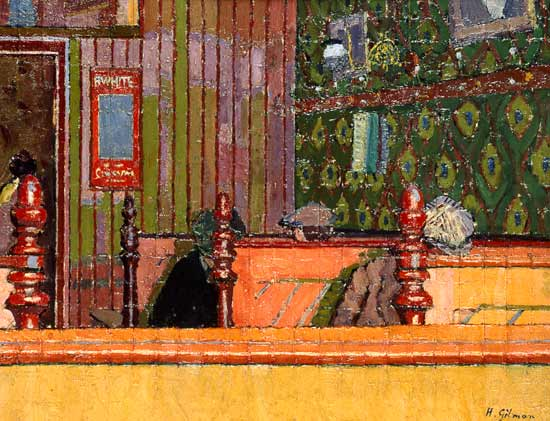
An Eating House (1913-14)
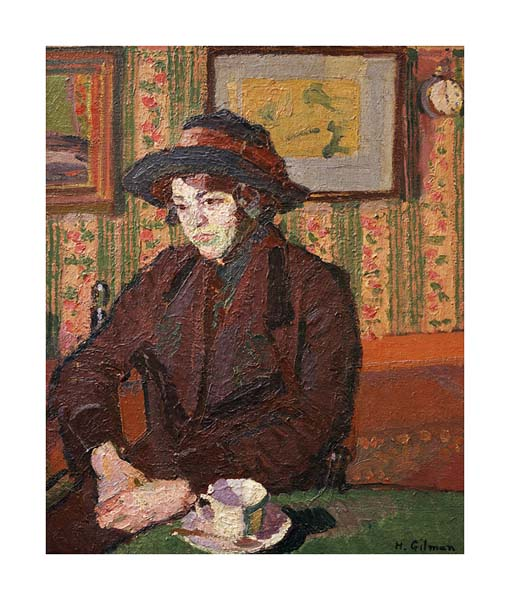
Girl with a Tea Cup (ca. 1914)
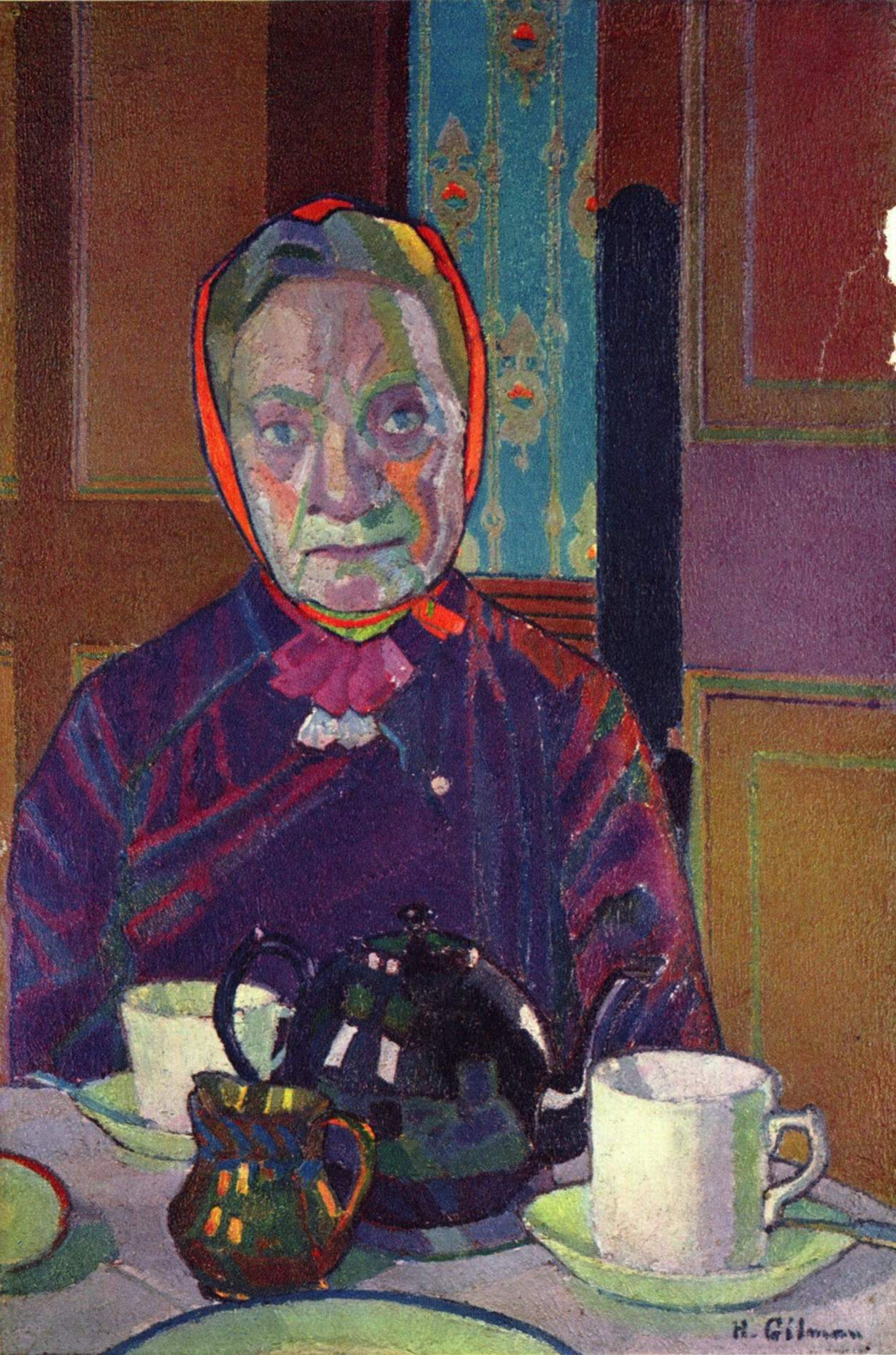
Mrs Mounter at the Breakfast (1916-17)
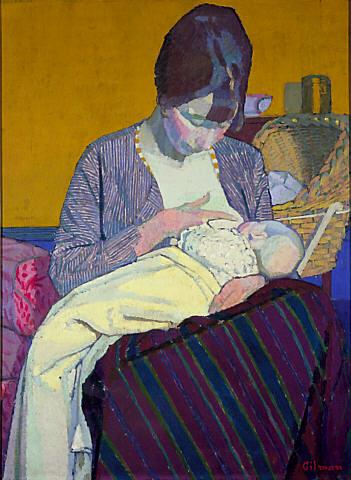
Mother and Child (1918)
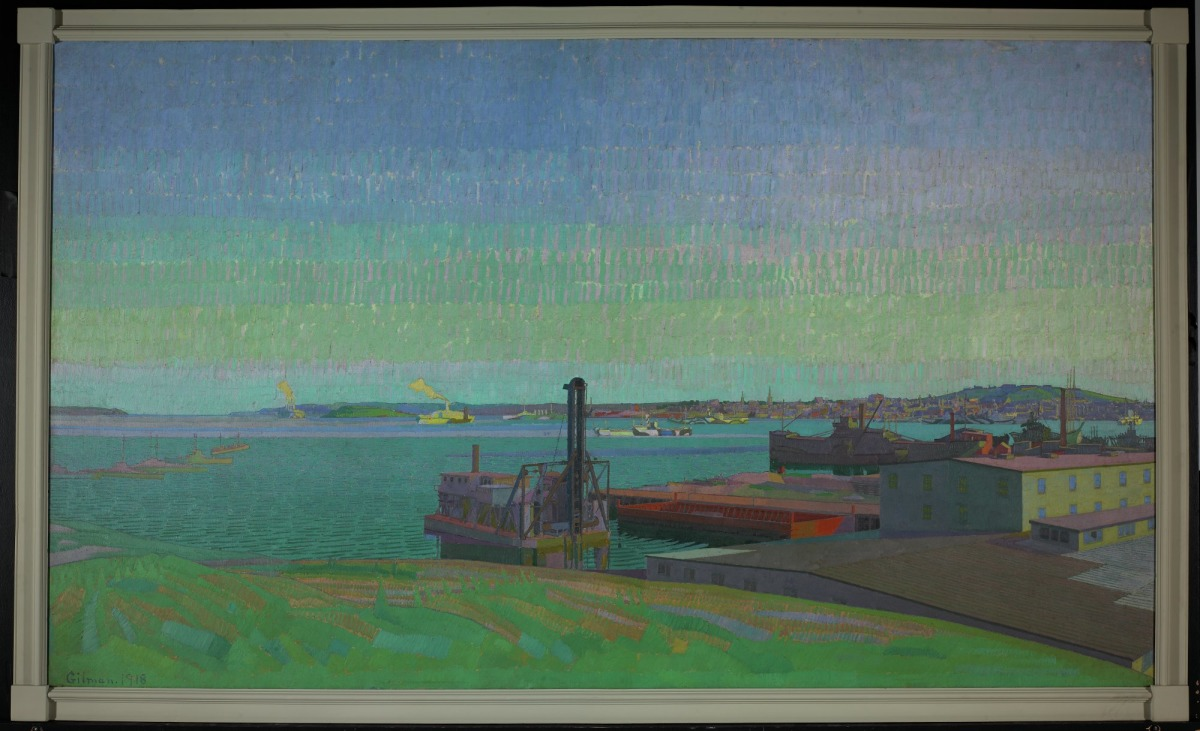
Halifax Harbour (1918)